# Ralph de la Vega
Ralph de la Vega es el vicepresidente de AT&T Inc. y Director ejecutivo de AT&T Business Solutions y AT&T Internacional. Anteriormente se ha desempeñado como Presidente y Director ejecutivo de AT&T Mobile & Business Solutions; Presidente y Director ejecutivo de AT&T Mobility; Director de operaciones de Cingular Wireless; Presidente de BellSouth Latin America Operations; y Presidente de servicios de banda ancha e Internet para BellSouth. También es el autor del libro de 2009 Obstacles Welcome: How to Turn Adversity into Advantage in Business and in Life.

## Primeros años y educación
Ralph de la Vega nació en Cuba y emigró a los Estados Unidos en 1962, a la edad de diez. Tras el triunfo de la Revolución Cubana, su familia trató de abordar un avión con destino a Miami; sin embargo, el funcionario de la frontera indicó que solamente los papeles de Ralph estaban en orden. Fue enviado a los EE. UU. solo, donde se quedó con el amigo de una tía. Se necesitaron cuatro años para que sus padres se reunieran con él. Una vez que sus padres llegaron, De la Vega tomó un trabajo después de la escuela, de barrer los pisos de una fábrica de ropa para ayudar a la familia. Luego fue promovido y comenzó a hacer dinero al vender ropa de la empresa. De la Vega finalmente se matriculó en un plan de estudios de preingeniería en el Miami Dade College, y trabajó a tiempo parcial como dibujante en una empresa de ingeniería. Luego recibió su licenciatura en Ingeniería mecánica de Florida Atlantic University. Más tarde recibió una Maestría en Administración de empresas de la Universidad de Northern Illinois. También completó el Programa ejecutivo en la Unîversidad de Virginía y recibió un doctorado honorario de Florida Atlantic.

## BellSouth
De la Vega comenzó su carrera en 1974 con BellSouth (en ese momento Southern Bell) como asistente de dirección. A través de los años ocupó cargos en la planificación de redes, servicios al consumidor, ingeniería, l DSL y operaciones. En 1985 se convirtió en uno de los directores en el Communications Research Technical Education Center de Bell (Bellcore TEC). Más tarde fue nombrado responsable de operaciones de red de telecomunicaciones de todo BellSouth en Florida, Alabama, Misisipi y Luisiana. Después se convirtió en el presidente de BellSouth Broadband Internet Services. De la Vega finalmente se convirtió en el presidente de BellSouth Latin America, cargo que desempeñó de 2002 a 2003. En este trabajo estuvo a cargo de las filiales inalámbricas en once países: Argentina, Brasil, Chile, Colombia, Ecuador, Guatemala, Nicaragua, Panamá, Perú, Uruguay, and Venezuela. Los directores ejecutivos de cada empresa nformaban a De la Vega, que reestructuró la infraestructura de toma de decisiones del grupo con el fin de crear estrategias y políticas de cooperación entre las diferentes empresas. Al final de su primer año como presidente, BellSouth Latin America dio ganancia por primera vez.

## AT&T
De la Vega se desempeñó como el jefe de operaciones de Cingular Wireless, desde 2004. En 2007 Cingular compró AT&T, y él fue nombrado Director ejecutivo de AT&T Mobility. De la Vega fue uno de los líderes de la fusión. En AT&T de la Vega estableció relaciones entre la unidad móvil de la compañía y los fabricantes de coches, incluso la General Motors, con el fin de aumentar el mercado de la compañía para la conectividad de automóviles. He also pushed for promotions intended to draw subscribers away from AT&T’s competitors. También trajo el iPhone a la empresa. De la Vega fue el director ejecutivo de AT&T Mobility hasta 2014, cuando fue promovido a presidente y director ejecutivo del grupo Mobile & Business Solutions de AT&T. Una de las principales metas de De la Vega en esta posición es desarrollar el rol de AT&T en Internet y ofrecer servicios integrados para clientes empresariales. En 2016 sé convirtió en Vicepresidente de AT&T Inc. y Director ejecutivo de AT&T Business Solutions y AT&T International.

## Obstacles Welcome
En 2009 De la Vega se convirtió en coautor junto con Paul Brown del libro Obstacles Welcome: How to Turn Adversity into Advantage in Business and in Life. De la Vega decidió escribir la obra debido a la respuesta que recibía después de los discursos que pronunciaba. El objetivo del libro era proporcionar carrera y consejo de vida a la juventud y jóvenes profesionales. El libro contiene “cuatro pilares del éxito” y “seis puntos clave” en los que él utiliza su historia personal para estructurar su consejo. De la Vega también ha escrito para periódicos incluyendo Cnet.

## Reconocimiento
De la Vega fue elegido Ejecutivo del año por la Asociación de profesionales latinos de Finanzas y Contabilidad y figura en la lista de los “50 hispanos más importantes en tecnología y negocios de los Estados Unidos”. Es exmiembro de la Junta Directiva de Junior Achievement de Georgia, donde se desempeña como presidente de la Iniciativa Hispana JA, un programa para animar a los estudiantes hispanos a permanecer en la escuela y prepararse para el éxito en el mundo empresarial de Estados Unidos. Además, ha sido miembro de la junta directiva de la Orquesta sinfónica de Atlanta y el Acuario de Georgia. Es miembro del Comité ejecutivo nacional de los Niños Exploradores de Estados Unidos, el organismo de gobierno de la organización y es miembro de la Junta para el capítulo de Georgia de Niños Exploradores de Estados Unidos. De la Vega fue presentado en el HBO'S el punto 2 de Lista de Latino donde habló de su experiencia junto con otros latinos impactantes. In 2011 le concedieron el premio de Innovación global de la Universidad Emory. También ha sido un administrador de Morehouse College.